# Dullin
Dullin település Franciaországban, Savoie megyében. Lakosainak száma 493 fő (2022. január 1.). Dullin Ayn, La Bridoire, Novalaise, Saint-Alban-de-Montbel és Verel-de-Montbel községekkel határos.

## Népesség
A település népességének változása:
| Lakosok száma | 409  | 409  | 433  | 444  | 462  | 479  | 483  | 490  | 493  |
|               | 2013 | 2015 | 2016 | 2017 | 2018 | 2019 | 2020 | 2021 | 2022 |